# Parafia Najświętszego Serca Pana Jezusa w Krakowie (Podgórze Duchackie)
Parafia Najświętszego Serca Pana Jezusa w Krakowie – parafia rzymskokatolicka należąca do dekanatu Kraków-Prokocim archidiecezji krakowskiej w Piaskach Wielkich przy ulicy Cechowej.

## Historia parafii
Parafia została utworzona w 1923 r. 25 września 1923 r. ks. dziekan wielicki wmurował kamień węgielny pod fundamenty świątyni, którą wybudowano w latach 1923-1927. 25 września 1927 r. nastąpiła konsekracja świątyni, której dokonał ks. bp Stanisław Rospond.
W 1948 r. proboszczowi parafii, ks. Dźwigońskiemu,  udało się przeprowadzić sądownie w księgach wieczystych dar gruntów cechu na rzecz parafii. Wówczas dopiero wydano formalną erekcję samodzielnej parafii.

### Duszpasterze
- ks. kanonik Antoni Sypowski (1927-1944)
- ks. Franciszek Dźwigoński (1944-1957)
- ks. kanonik Jan Klimczak (1957-1969)
- ks. kanonik Stanisław Kościelny (1970-1983)
- ks. kanonik Eugeniusz Nycz (1983-1989)
- ks. dr kan. Stanisław Dobrzanowski (1989–1998)
- ks. Wojciech Stokłosa
- ks. Wiesław Czubernat
- ks. Jarosław Sroka

## Terytorium parafii
Ulice: Bednarska, Biernata z Lublina, Błotna, Cechowa nry parzyste od 72 i nieparzyste od 57, Ciasna, Czajna, Gwarna, Hallera 1, 1a, 2, Kalinowa, Kanarkowa, Kijanki, Kliniec, Kordiana 19, 24, 36, 38, 40, 42, 48, Kosocicka nry parzyste od 92, nieparzyste od 75, Krystyna z Ostrowa, Łużycka nry parzyste od 58, nieparzyste od 73, Mokra, Nazaretańska od nru 4, Niebieska do nru 9, Obronna nry parzyste od 6 i nieparzyste od 9, Pochyła, Podedworze nry parzyste od 24 i nieparzyste od 7, Podwórkowa, Powały z Taczewa, Przewiewna, Przy Kuźni, Rodziny Jędów, Rżącka, Sadka, bł. Franciszki Siedliskiej, Sporna, Szpakowa, Tuchowska nry parzyste do 40 i nieparzyste do 37, Ukośna, Urwana, Widnokrąg, Zyndrama z Maszkowic.